# 족장 시대
창세기 12장부터 50장까지의 이야기에 따르면, 족장 시대(Patriarchal age)는 성경에 나오는 세 족장, 아브라함, 이사악, 야곱의 시대이다(이 장들에는 요셉의 역사도 포함되어 있지만, 요셉은 족장 중 한 명은 아님). 성경에서 족장 시대는 원시 역사서가 먼저 나오고, 그 뒤에 출애굽기가 나온다.
대부분의 학자들은 성경에 나오는 족장들의 역사성은 불확실하다고 생각한다.

## 연대
성경에는 최초의 인간 아담의 창조부터 고대 이스라엘과 유다 왕국의 후대 왕들의 통치까지 복잡한 연대기가 담겨 있다. 이 연대기와 랍비 전통에 근거하여, 세데르 올람 랍바와 같은 고대 유대교 자료는 아브라함의 탄생을 오전 1948년(기원전 1813년경)으로, 야곱의 사망을 오전 2255년(기원전 1506년경)으로 추정한다.
성경은 족장 시대의 상대적 연대를 제시한다. 열왕기상 6장 1절은 솔로몬 왕이 출애굽 후 480년 만에 예루살렘 성전을 건축했다고 말하고, 출애굽기 12장 40절은 히브리인들이 이집트에서 430년 동안 살았다고 말한다. 아시리아의 림무 명부를 사용하면 이러한 상대적 연대를 추정 절대 연대로 변환할 수 있다. 이 방법을 사용하면 성경은 족장 시대를 기원전 제2천년기 전반, 즉 기원전 2100년에서 1500년 사이로 추정하는 것으로 보인다. 아브라함은 기원전 2166년경에 태어났을 것이고, 야곱과 그의 가족은 기원전 1876년경에 이집트로 이주했을 것이다.

## 같이 보기
- 누지 문서
- 선사 시대